# Уругвай Монтевидео
«Уругва́й Монтевиде́о» (исп. Uruguay Montevideo Football Club) — уругвайский футбольный клуб из города Монтевидео.

## История
Клуб был основан 5 января 1921 года в городке Пуэбло-Виктория, который в настоящее время является районом (баррио) Монтевидео Ла-Теха. Необычное название клуба появилось благодаря решению основателей объединить имена кораблей Военно-морского флота Уругвая, которые на тот момент стояли в бухте Пуэбло-Виктории — крейсер «Уругвай» и фрегат «Монтевидео». Стадион команды «Парке АНКАП» вмещает по разным данным от 1,5 до 3 тысяч зрителей. Он назван в честь ANCAP (Administración Nacional de Combustibles, Alcoholes y Portland) — Национального управления по топливу, спиртам и портландцементу — данная компания передала клубу землю в безвозмездное пользование на 100 лет.
«Уругвай Монтевидео» никогда не играл в Примере, но является рекордсменом по числу выигранных турниров третьего уровня в системе лиг чемпионата Уругвая — восемь титулов. В 1936 году команды выиграла Дивизион Экстра, выступавший в качестве третьей по уровню лиги с 1913 по 1941 год. Четыре раза «небесно-голубые» становились победителями Дивизиона Интермедиа — в тот период (с 1942 по 1971 год), когда именно он был третьим дивизионом. После 1972 года был образован новый турнир, который неоднократно менял своё название, и с 2019 года именуется Первый любительский дивизион. «Уругвай Монтевидео» трижды выигрывал его, в последний раз это случилось в декабре 2020 года — команда вернулась во Второй (профессиональный) дивизион Уругвая спустя 14 лет.

## Титулы и достижения
- Чемпион Дивизиона Интермедиа (третий уровень) (4): 1950, 1955, 1957, 1965
- Чемпион Дивизиона Экстра (третий уровень) (1): 1936
- Чемпион Первого любительского дивизиона (третий уровень) (3): 1993 (Первый дивизион «C»), 2002 (Столичная любительская лига), 2020